# Jean-Louis Picavet
Jean-Louis Picavet (né le 26 novembre 1927 à Dijon, mort le 17 février 1991 à Paris 15e) est un chef opérateur et directeur de la photographie français.

## Biographie
Né le 26 novembre 1927 à Dijon, il fait ses débuts au cinéma en tant qu'assistant caméra en 1953 et cadreur en 1959 pour Jean Renoir, qu'il retrouvera en 1962 pour Le Caporal épinglé. Il travaille par la suite en tant que chef opérateur et directeur de la photographie, notamment pour Henri Verneuil, Claude Pierson et Bertrand Blier.
Il meurt le 17 février 1991 à Paris

## Filmographie

### Cinéma
- 1953 : Minuit quai de Bercy (assistant caméra)
- 1958 : Philippe d'Edouard Molinaro (directeur de la photographie)
- 1959 : Le Déjeuner sur l'herbe de Jean Renoir (cadreur)
- 1961 : La Mort de Belle (directeur de la photographie)
- 1961 : Cause toujours, mon lapin de Guy Lefranc
- 1962 : Le Caporal épinglé de Jean Renoir
- 1963 : Hitler, connais pas de Bertrand Blier
- 1964 : Comment trouvez-vous ma sœur ?
- 1966 : Ils sont nus
- 1967 : Si j'étais un espion  de Bertrand Blier
- 1978 : L'Argent des autres
- 1979 : I... comme Icare d'Henri Verneuil
- 1982 : Mille milliards de dollars d'Henri Verneuil
- 1982 : Enigma de Jeannot Szwarc

### Télévision
- 1964 : Les Cinq Dernières Minutes, épisode  Sans fleurs, ni couronnes de Claude Loursais (téléfilm)
- 1967 : Julie de Chaverny ou la Double Méprise
- 1968 : Le Tribunal de l'impossible : Les Rencontres du Trianon ou La dernière rose de Roger Kahane
- 1972 : Les Fossés de Vincennes
- 1973 : Le Bleu d'outre-tombe d'Édouard Logereau
- 1974 : La Main enchantée de Michel Subiela
- 1976 : Les Cinq Dernières Minutes, épisode Le Collier d'épingles de Claude Loursais
- 1976 : Les Cinq Dernières Minutes (série télévisée), épisode Le Pied à l'étrier de Claude Loursais
- 1977 : Les Anneaux de Bicêtre de Louis Grospierre
- 1979 : La Belle Vie,  de Lazare Iglésis
- 1985 : Les Cinq Dernières Minutes, épisode Tendres Pigeons de Louis Grospierre
- 1987 : Les Cinq Dernières Minutes, épisode Claire obscure de Franck Apprederis